# Астурийские сыры
Астурийские сыры — неотъемлемая часть астурийской кухни. Исторически сыр в Астурии производился крестьянами, в основном, для собственных нужд, для того, чтобы лучше сохранить излишки молока. Тем не менее, многие сорта астурийского сыра имели сравнительно низкий срок хранения, и это было одной из причин их малой известности за пределами региона. В наши дни правительство Испании предпринимает определённые меры в сфере защиты и продвижения интересов астурийских фермеров. Для этого, в частности, используется присвоения местным сырам принятых в ЕС маркировок «защищённое наименование места происхождения (D.O.P.)» и «защищённое географическое указание (I.G.P.)».
Тем не менее, если в начале 1920-е годы Астурия занимала первое место в Испании по производству молока среди всех регионов страны, то сто лет спустя объёмы производства как молока, так и сыра значительно сократились.

## Разновидности
Существует 42 сорта ремесленных астурийских сыров. Четыре из них имеют защищённое наименование места происхождения (D.O.P.)» (кабралес — с 1981 года, Гамонеу — с 2003, Афуэгаль-питу — с 2008  и Касин — с 2011) и один — «защищённое географическое указание (I.G.P.)» (Бейос, с 2013 года).
- Сыр Порруа
- Сыр Прия
- Сыр Куэвас-дель-Мар
- Сыр Чивита
- Сыр Касин
- Сыр Афуэгаль-питу

| Тип молока | Сыр               | Место производства | Защита происхождения по законам ЕС | Примечания                                                            |
| ---------- | ----------------- | --- | ---------------------------------- | --------------------------------------------------------------------- |
| Коровье    | Бота или Вехига   | Кирос | Нет                                |                                                                       |
| Коровье    | Монхе             | Пеньямельера-Баха | Нет                                | Имеет сорта Monje Picón, Monje Nata и Peñamellera La Casona.          |
| Коровье    | Карбальо          | Тарамунди | Нет                                | Бывает двух видов: с грецкими орехами и без них.                      |
| Коровье    | Оскос             | Грандас-де-Салиме | Нет                                |                                                                       |
| Коровье    | Абредо            | Коанья | Нет                                |                                                                       |
| Коровье    | Хенестосо         | Кангас-дель-Нарсеа | Нет                                |                                                                       |
| Коровье    | Валье-дель-Нарсеа | Салас | Нет                                |                                                                       |
| Коровье    | Фуэнте            | Проаса, Теверга, Лена и Мьерес | Нет                                |                                                                       |
| Коровье    | Афуэгаль-питу     | Салас, Градо, Правия, Тинео, Бельмонте-де-Миранда, Кандамо, Кудильеро, Лас-Регерас, Морсин, Мурос-дель-Налон, Риоса, Санто-Адриано, Сото-дель-Барко и Вальдес | D.O.P.                             | Имеет сорта Atroncau blancu Atroncao roxu, Trapu blancu и Trapu roxu. |
| Коровье    | Пераль            | Ильяс | Нет                                | Имеет сорта Atroncau blancu Atroncao roxu, Trapu blancu и Trapu roxu. |
| Коровье    | Варе-Эколохико    | Сьеро | Нет                                | Разновидность сыра Варе                                               |
| Коровье    | Овин              | Нава | Нет                                |                                                                       |
| Коровье    | Урбьес            | Мьерес | Нет                                |                                                                       |
| Коровье    | Касин             | Касо, Собрескобио и Пилонья |                                    |                                                                       |
| Коровье    | Кахигон           | Кабралес | Нет                                |                                                                       |
| Коровье    | Каналь-де-Сьеркос | Пеньямельера-Баха | Нет                                |                                                                       |
| Коровье    | Куэва-де-Льонин   | Пеньямельера-Альта | Нет                                |                                                                       |
| Коровье    | Миранда           | Авилес | Нет                                |                                                                       |
| Коровье    | Каррилес          | Льянес | Нет                                |                                                                       |
| Коровье    | Пьедра            | Льянес | Нет                                |                                                                       |
| Козье      | Монхе-Кабра       | Пеньямельера-Баха | Нет                                |                                                                       |
| Козье      | Варе              | Сьеро | Нет                                |                                                                       |
| Козье      | Овин              | Нава | Нет                                |                                                                       |
| Козье      | Пенья             | Сан-Мартин-дель-Рей-Аурелио | Нет                                |                                                                       |
| Козье      | Кольяда           | Амьева | Нет                                |                                                                       |
| Козье      | Куэвас-дель-Мар   | Льянес | Нет                                |                                                                       |
| Козье      | Пенья-Ту          | Льянес | Нет                                |                                                                       |
| Козье      | Порруа            | Льянес | Нет                                |                                                                       |
| Козье      | Чивита            | Пеньямельера-Баха | Нет                                |                                                                       |
| Козье      | Боху              | Кангас-де-Онис | Нет                                |                                                                       |
| Козье      | Прегондон         | Амьева | Нет                                |                                                                       |
| Овечье     | Халон             | Кангас-дель-Нарсеа | Нет                                |                                                                       |
| Овечье     | Овин              | Нава | Нет                                |                                                                       |
| Овечье     | Кольяда           | Амьева | Нет                                |                                                                       |
| Овечье     | Овейеру           | Амьева | Нет                                |                                                                       |
| Овечье     | Порруа            | Льянес | Нет                                |                                                                       |
| Козье      | Бейос             | Понга и Амьева | I.G.P.                             |                                                                       |
| Овечье     | Перальсола        | Ильяс | Нет                                |                                                                       |
| Смешанное  | Санта-Крус        | Кабралес | Нет                                | Копчённый сыр из смеси овечьего и коровьего молока                    |
| Смешанное  | Мадельва          | Пилонья | Нет                                | Из смеси коровьего и овечьего молока                                  |
| Смешанное  | Гамонеу           | Кангас-де-Онис и Онис | D.O.P                              | Из смеси коровьего, овечьего и козьего молока. Имеет два сорта.       |
| Смешанное  | Кабралес          | Кабралес, Пеньямельера-Альта | D.O.P                              | Из смеси коровьего, овечьего и козьего молока                         |
| Смешанное  | Урриэлью          | Льянес | Нет                                | Из смеси коровьего и козьего молока                                   |
| Смешанное  | Прия              | Льянес | Нет                                | Из смеси коровьего и овечьего молока                                  |
| Смешанное  | Видиагу           | Льянес | Нет                                | Из смеси коровьего и козьего молока                                   |
| Смешанное  | Пеньямельера      | Пеньямельера-Альта | Нет                                | Из смеси коровьего, овечьего и козьего молока                         |
| Смешанное  | Чивита            | Пеньямельера-Баха | Нет                                | Из смеси коровьего и козьего молока                                   |
| Смешанное  | Росагас           | Льянес | Нет                                | Из смеси коровьего, овечьего и козьего молока                         |
| Смешанное  | Арангас           | Кабралес | Нет                                | Из смеси коровьего, овечьего и козьего молока                         |